# Arsague
Arsague is een gemeente in het Franse departement Landes (regio Nouvelle-Aquitaine) en telt 277 inwoners (1999). De plaats maakt deel uit van het arrondissement Dax.

## Geografie
De oppervlakte van Arsague bedraagt 7,1 km², de bevolkingsdichtheid is 39,0 inwoners per km².
De onderstaande kaart toont de ligging van Arsague met de belangrijkste infrastructuur en aangrenzende gemeenten.

## Demografie
Onderstaande figuur toont het verloop van het inwonertal (bron: INSEE-tellingen).

1. ↑  Populations de référence 2022.